# 이세화
이세화(李世華, 1630년 ~ 1701년)는 조선 후기의 문신이다. 서인의 선봉장이었다. 본관은 부평(富平). 호는 쌍백당, 자는 군실이다. 문무를 겸했던 중신이기도 했다.

## 생애
1663년 문과에 급제하여 정언이 되었다. 1669년에는 장령이 되었으며 이후 1672년에 광주부윤이 되면서 당상관이 되었으며 이후 경상도관찰사와 전라도순무사를 하다가 숙종 즉위 후 1675년에 동부승지가 된다. 이후 우승지로 승진했다가 경상도관찰사, 평안도관찰사, 황해도관찰사를 거쳐 경신환국 이후에는 장례원판결사를 하다가 평안도병마절도사가 되었고 이후 평안도관찰사를 거쳐서 형조참판으로 내직에 복귀했다가 함경도관찰사로 다시 외직에 나갔다. 이후 전라도관찰사를 거쳐 다시 경상도관찰사가 되었고 사은 부사로 중국에 다녀왔지만 인현왕후의 폐비를 반대하다가 기사환국으로 퇴출된다. 갑술환국 이후 복직하여 호조판서로 수어사를 겸했고 지의금부사를 거쳐 호조판서를 계속 하다가 판의금부사가 되고 계속 지경연사도 겸했다. 이후 판의금부사, 호조판서, 공조판서, 형조판서, 좌참찬을 거쳐 다시 수어사가 되고 지중추부사를 하다가 좌참찬을 거쳐 이조판서와 판의금부사를 하게 된다. 이후 한성부판윤을 거쳐 병조판서가 되고 다시 판의금부사를 하다가 계속 병조판서를 한 뒤에 좌참찬이 되고 병조판서, 예조판서 등을 거쳐 이조판서, 공조판서를 하다가 지중추부사로 물러난 뒤 1701년에 사망한다.

## 사후
《이세화 선생 묘》는 경기도 파주시 문산읍 선유리에 있다. 1981년 7월 16일 경기도의 기념물 제60호로 지정되었다.